# السياسة في هاري بوتر
هناك العديد من النظريات المنشورة حول سياسات روايات هاري بوتر التي كتبتها ج. ك. رولينغ. تحوي الروايات نقدًا للعنصرية ومشاعر مناهضة للحكومة. خُصصت أطروحات لدراسة الدكتوراه في روايات هاري بوتر وفقًا لما قالته شركة إنسايد هاير إيد الإعلامية. هناك أيضًا عدة مقررات جامعية تركز على تحليل سلسلة بوتر، منها دورة تعليمية في الشعبة العليا للعلوم السياسية.
أشارت مجلة التايم إلى الجوانب السياسية والاجتماعية لروايات هاري بوتر في العدد الصادر عام 2007 الذي ضم شخصيات العام، واحتلت فيه رولينغ المركز الثالث بعد الساسة فلاديمير بوتن وآل غور. كان التأثير الاجتماعي والسياسي الذي خلفه هاري بوتر مشابهًا لظاهرة القرن التاسع عشر التي شهدتها رواية هارييت بيتشر ستو الشهيرة -والمُنتقدة بشدة- كوخ العم توم التي غذت حركة الإبطالية التي أدت إلى اندلاع الحرب الأهلية الأمريكية.
عندما سُئلت رولينغ عن السياسة والمُبتغى من سلسلة هاري بوتر، أوضحت قائلة: «أردت أن يغادر هاري عالمنا ليجد المشاكل ذاتها في عالم السحر.  يكون هناك فرصة لوجود مشاكل، مثل: أزمة التسلسل الهرمي، والرجعية، وادعاء النزاهة، ذلك الأمر الموجود في جميع أنحاء العالم. يحب الناس أن يروا أنفسهم أكثر تميزًا من غيرهم وأنه إذا كان بإمكانهم أن يفخروا بشيء آخر فيمكنهم أن يفخروا بنزاهتهم المُدعاة. […]. لم يكن الأمر حصريًا. أعتقد أنكم تستطيعون مشاهدته في الوزارة أيضًا حتى قبل أن تتولى الأمور، هناك أوجه تشابه مع السلطات جميعنا يعرفها ويحبها». قالت أيضًا: «ينبغي أن تشككوا في السلطة ولا تفترضوا أن المؤسسة أو الصحافة تخبركم الحقيقة كلها».
أسقطت صحيفة وال ستريت جورنال نيفيل تشامبرلين على شخصية كرنيليوس التي اختلقتها رولينغ، قائلة إن كلًا منهما كان حريصًا على مساعدة ناخبيه في تجاه الطرف الآخر لتجنب الحرب. «خلال ثلاثينيات القرن العشرين، قام تشامبرلين -خشية أن ينال تشرشل منصبه- بشن حملة ضد زميله توري. حاول تشامبرلين تجنب خوض حرب مع ألمانيا، وسخر من تشرشل باعتباره «داعية حرب». استغل تشامبرلين التايم -مجلة أعضاء السلطة- لمهاجمة تشرشل ودحض الرسائل الخارجية الآتية من النازيين التي كانت تبرئه». أكدت رولينغ أن تشامبرلين كان مصدر إلهامها في دورية إكس إل سيمانال الإسبانية.
قالت رولينغ أيضًا لصحيفة دي فولكسكرانت الهولندية إن فولدمورت ابتُكِر على غرار هتلر وستالين، كشخصية مصابة بجنون العظمة والارتياب، وأنها تأثرت بالحرب العالمية الثانية «الراسخة في أذهاننا جميعًا»: متحدثةً حول شخصية دراكو مالفوي قائلةً: «يمثل دراكو مالفوي بالفعل هذا النوع من الشباب. لم يكن ليقتل دمبلدور، لم يستطع. تظل الأمور على ما يرام طالما أن الأحداث تخيلية، ولكن بمجرد أن تصبح حقيقة واقعة، يصبح الأمر أكثر صعوبة». وقالت: «لم أعطه ذلك الشعر الأشقر الفاتح لأنني أردت جعله نازيًا مخيفًا. أنت تمنح شخصياتك المظهر الذي تراه جذابًا».

## التعليم والتلقين
أشارت إنترتينمنت ويكلي إلى أنه أصبح لدى جيل ما بعد الحادي عشر من سبتمبر «أفكار عن الحرب، والزعامة، ومخاطر تعزيز السلطة والدكتاتورية، وأهمية المعارضة، والبطولة والتضحية، شكلتها رولينج -جزئيًا على الأقل-»، وأن مفهومهم لحرية التعبير قد تأثر بصمود رولينغ للتحديات الروتينية التي تواجهها كتبها.
شارك بيل أورايلي في المشاجرات السياسية حول نزاهة شخصية ألباس دمبلدور في سلسلة هاري بوتر متسائلًا عما إذا كان ذلك جزءًا من «مخطط من مؤيدي المثلية» لإقناع الأطفال بها. نعت رولينغ بأنها محرضة لإخبار المتابعين عن حياة دمبلدور الجنسية بعد كتابة الرواية.